# 11406 Уччоконтін
11406 Уччоконтін (11406 Ucciocontin) — астероїд головного поясу, відкритий 15 лютого 1999 року.
Тіссеранів параметр щодо Юпітера — 3,331.